# پگ + پیشی
پگ + پیشی (انگلیسی: Peg + Cat) که پگ پلاس کَت خوانده می‌شود، نام یک مجموعه تلویزیونی کارتونی آمریکایی-کانادایی است که بر اساس کتابی با عنوان «مشکل جوجو» ساخته شده‌است. خالق این مجموعه «جنیفر آکسلی» و «بیلی آرنسون» و تهیه‌کنندگان آن «کمپانی فِرد راجرز» و «۹ استوری انترتینمنت» هستند. نخستین نمایشِ این مجموعه، در شبکه تلویزیونی «پی‌بی‌اس» و «پی‌بی‌اس کیدز» در ۷ اکتبر ۲۰۱۳ میلادی بود.
این مجموعهٔ کارتونی برای کودکان ۳ تا ۵ سال ساخته شده‌است و هدف آن «ترغیب کودکان پیش‌دبستانی و تحریک کنجکاوی‌شان به یادگیری ریاضیات و کسب مهارت‌های جدید در حلِ خلاقانهٔ مشکلات روزمرهٔ زندگی‌شان» است.
برای آنکه تِم آموزش ریاضیات در کارتون حفظ شود، این مجموعه به گونه‌ای ارائه شده‌است که گویی بر روی کاغذ شطرنجی (کاغذ میلی‌متری) نقاشی شده‌است.
در سوم مارس ۲۰۱۵، «پی‌بی‌اس» اعلام کرد که فصل دوم این مجموعه را تولید خواهد کرد و زمان انتشار آن بهار ۲۰۱۶ میلادی خواهد بود.
این مجموعه تاکنون، برندهٔ ۴ «جایزه امی برنامه‌های روز» شده‌است.

## شخصیت‌ها

### پگ
او به همراه «پیشی»، شخصیت اصلی داستان است. دخترکی که کلاه قرمز و لباس آبی می‌پوشد. در هر قسمت، یک مسئله ریاضی یا یک مشکل ساده را، مستقیماً رو به دوربین، برای بینندگان تعریف می‌کند و راه‌حل‌های مختلفی برای حل آن پیشنهاد می‌کند. هنگام خواندن ترانه، یوکللیاش را در می‌آورد و آن را می‌نوازد. او زیر کلاهش، یک سنگ مرمر آبی‌رنگِ مخصوص دارد و مداد شمعی مورد علاقه‌اش، «اون آبی کوچولوهه» است.

### پیشی
یک گربهٔ کوچک به رنگ نیلی سیر و دوست صمیمی «پگ» است. عاشق «دایره» است و «پگ» را در ماجراهایش، همراهی می‌کند. «پیشی» بدون آنکه خود متوجه باشد، الهام‌بخش «پگ» در یافتن پاسخِ مسائل است. «پیشی»، هنگامی که «پگ» دچار اضطراب و ترس می‌شود، به او آرامش می‌دهد.

### رامون
پسرکی است که گاه‌به‌گاه، به «پگ» و «پیشی» در حل مشکلات کمک می‌کند.

### خوک
اغلب ساکت است، اما گاهی با صدای تنور، آوازهای اپرایی می‌خواند. شکل مورد علاقه او «مثلث» است.

### خانم‌های همسایه
یک بانوی سیاه‌پوست و یک بانوی آسیایی‌تبار هستند که گرچه مهربان هستند، اما ناخواسته، برای «پگ» و «پیشی» دردسر ایجاد می‌کنند.

### ۱۰۰ تا جوجو
جوجوهایی هستند که در مزرعه زندگی می‌کنند و ضمن بازی، به همراه «خوک»، «پگ» و «پیشی»، به فضا هم سفر می‌کنند.

### دزدان دریایی و طوطی‌ها
۴ دزد دریایی بداخلاق و اهلِ دعوا مرافعه، که در یک جزیره زندگی می‌کنند. دوست دارند با هم آواز بخوانند، اما زمانی که بدخُلق هستند، این کار را خیلی بد و ناهماهنگ انجام می‌دهند.

### دهن‌گشاد
یک هیولای پشمالوی آبی‌رنگ و شاخ‌دار که از فضا آمده و عاشق خوردن اشیاء زردرنگ و کوچک است.

### ریچارد
یک موجود فضایی که از «سیاره ارغوانی» آمده و هنگامی که «پگ» و «پیشی» به فضا می‌آیند، با آن‌ها بازی می‌کند. وقتی که اوضاع کمی بیخ پیدا می‌کند، او شروع به گریه می‌کند.

### تینز
سه تا نوجوان باحال که عاشقِ پیتزا و فرستادن پیامک با گوشی موبایل‌شان هستند، اما اصلاً دوست ندارند که لباس‌شان چرک و کثیف باشد. «تسا» ۱۳ ساله، «مُرا» ۱۴ ساله و «جسی» ۱۵ ساله است.

### غول‌ها
دوستان غول‌پیکر «پگ» و «پیشی» که بر روی ساقهٔ درختِ لوبیا در «سرزمین افسانه‌ها» زندگی می‌کنند.

### پری دریایی
یک دوشیزهٔ شناگر که در «جنگل سحرآمیز» زندگی می‌کند و یک‌بار «خوک»، «هرم زرین» او را کِش رفت.

### اژدها
یک موجود اسطوره‌ای که در «جنگل سحرآمیز» زندگی می‌کند.

### سه خرس، سه خوک و سه بز نرِ ترشرو
دوستان «پگ» و «پیشی» هستند و با هم یک گروه تشکیل می‌دهند.

### فِلَت وُمن
یک زن بدجنس و شریر که دوست دارد همه چیز را صاف و یکدست کند.

### بلاکتز
پنج رقاص که در سالن موسیقی «رادیو سیتی»، می‌رقصند و برنامه اجرا می‌کنند.

### مَک
مردی است با صدای خشن، که در بخش‌های گوناگون کارتون، کارهای مختلفی انجام می‌دهد.

### بچه روباه
یک بچه روباه کوچولو که با مکعب‌هایش، برج می‌سازد و با «خانم شیپ» زندگی می‌کند.

### سایر شخصیت‌ها
- مادر «پگ»
- هفت کوتوله
- لودویگ فان بتهوون
- جرج واشنگتن
- آلبرت اینشتین